# Tác động của biến đổi khí hậu

Tóm tắt các tác động của biến đổi khí hậu

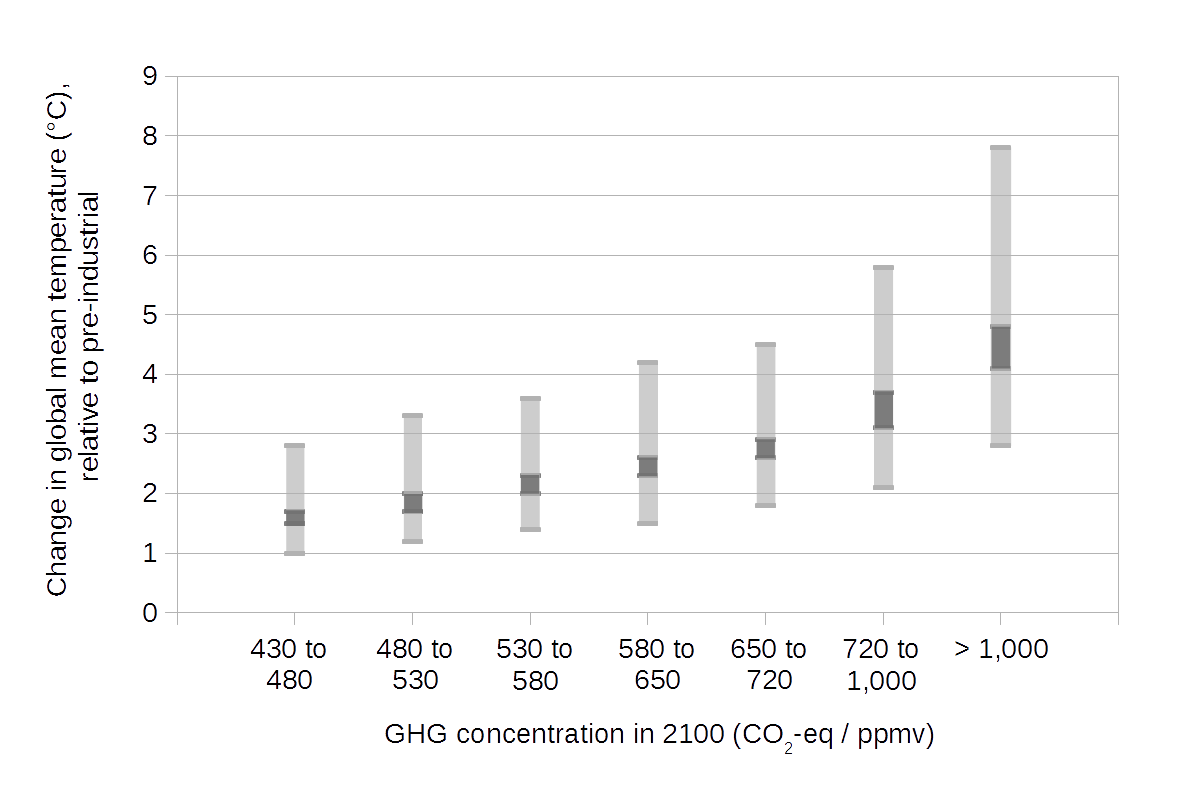
Dự đoán nóng lên toàn cầu trong năm 2100 với một loạt các viễn cảnh phát thải

Những tác động của hiện tượng ấm lên toàn cầu là những thay đổi về mặt môi trường và xã hội bị gây ra (trực tiếp hoặc gián tiếp) bởi việc con người phát thải khí nhà kính. Đã có một sự đồng thuận khoa học rằng biến đổi khí hậu đang diễn ra, và rằng hoạt động của con người là nguyên nhân chính. Nhiều ảnh hưởng của biến đổi khí hậu vốn đã được quan sát, bao gồm hiện tượng lùi dần của sông băng, các thay đổi về thời điểm của các sự kiện theo mùa (ví dụ như cây nở hoa sớm hơn), và các thay đổi trong năng suất nông nghiệp.
Các tác động tương lai của biến đổi khí hậu sẽ có sự khác nhau phụ thuộc vào các chính sách biến đổi khí hậu và biến đổi xã hội. Hai chính sách chính nhằm giải quyết biến đổi khí hậu làm giảm lượng phát thải khí nhà kính của con người (giảm thiểu biến đổi khí hậu) và thích nghi với các tác động của biến đổi khí hậu. Địa kỹ thuật là một lựa chọn chính sách khác.
Các chính sách biến đổi khí hậu ngắn hạn có thể ảnh hưởng một cách đáng kể tới các hậu quả của biến đổi khí hậu về dài hạn. Các chính sách giảm thiểu nghiêm ngặt có thể có khả năng giới hạn ấm lên toàn cầu (vào năm 2100) vào khoảng 2 °C hoặc thấp hơn, bằng với mức tiền công nghiệp. Nếu không có các phương án giảm thiểu, nhu cầu năng lượng ngày càng tăng cộng với việc sử dụng nhiên liệu hóa thạch một cách rộng rãi có thể dẫn tới ấm lên toàn cầu khoảng 4 °C. Mức độ ấm lên toàn cầu nghiêm trọng cao hơn có thể sẽ khó để thích nghi hơn, và sẽ làm tăng rủi ro xuất hiện các hậu quả tiêu cực.

## Các định nghĩa
Trong bài viết này, "biến đổi khí hậu" có nghĩa là có sự thay đổi trong khí hậu mà diễn ra liên tục trong một khoảng thời gian dài. Tổ chức Khí tượng Thế giới quy định khoảng thời gian nói trên là 30 năm. Các ví dụ về biến đổi khí hậu bao gồm hiện tượng tăng nhiệt độ bề mặt (ấm lên toàn cầu), thay đổi mô hình mưa, và thay đổi mức độ thường xuyên của các hiện tượng thời tiết cực đoan. Thay đổi đối với thời tiết có thể là do các nguyên nhân tự nhiên, ví dụ như thay đổi trong đầu ra của mặt trời, hoặc do các hoạt động của con người như thay đổi thành phần của khí quyển. Bất cứ sự thay đổi nào do con người gây ra đối với khí quyển sẽ xảy ra mà không tuân theo bối cảnh các biến đổi khí hậu tự nhiên mà theo các thay đổi trong hoạt động của con người ví dụ như tăng trưởng dân số trên đất liền hoặc trong các khu vực khô cằn, thứ làm tăng hoặc làm giảm tính dễ bị thương tổn của khí hậu.
Đồng thời, thuật ngữ "anthropogenic forcing" (tạm dịch: tác động của con người) ám chỉ tới những ảnh hưởng bị gây ra lên một sinh cảnh hoặc môi trường hóa học bởi con người, tương phản với các quá trình tự nhiên.

## Thay đổi nhiệt độ
Bài viết này phân tích một số tác động của biến đổi khí hậu dựa theo các mức ấm lên toàn cầu tương lai khác nhau. Cách diễn tả các tác động này đã, ví dụ như, được sử dụng trong các Báo cáo Đánh giá của IPCC (Ủy ban Liên chính phủ về Biến đổi Khí hậu) về biến đổi khí hậu. Các ghi chép nhiệt độ bằng dụng cụ cho thấy hiện tượng ấm lên toàn cầu khoảng 0,6 °C trong thế kỷ 20. Trong một nghiên cứu được tiến hành bởi David R. Easterling và cộng sự, đã quan sát thấy các xu hướng trong một khoảng thời gian. "Có thể thấy rõ ràng từ biên bản ghi chép rằng đã có một sự tăng trong nhiệt độ trung bình toàn cầu vào khoảng 0,6℃ kể từ khi bắt đầu thế kỷ 20 và sự tăng này có liên hệ với một hiện tượng nóng lên mạnh mẽ hơn trong nhiệt độ tối thiểu hàng ngày thay vì là với nhiệt độ tối đa dẫn tới việc giảm phạm vi nhiệt độ hàng ngày."

## Tác động vật lý
| Refer to caption and adjacent text |

### Ảnh hưởng đối với thời tiết
Các quan sát cho thấy đã có những thay đổi trong hệ thống thời tiết. Khi khí hậu biến đổi, xác suất xuất hiện các kiểu hiện tượng thời tiết cụ thể cũng bị ảnh hưởng.

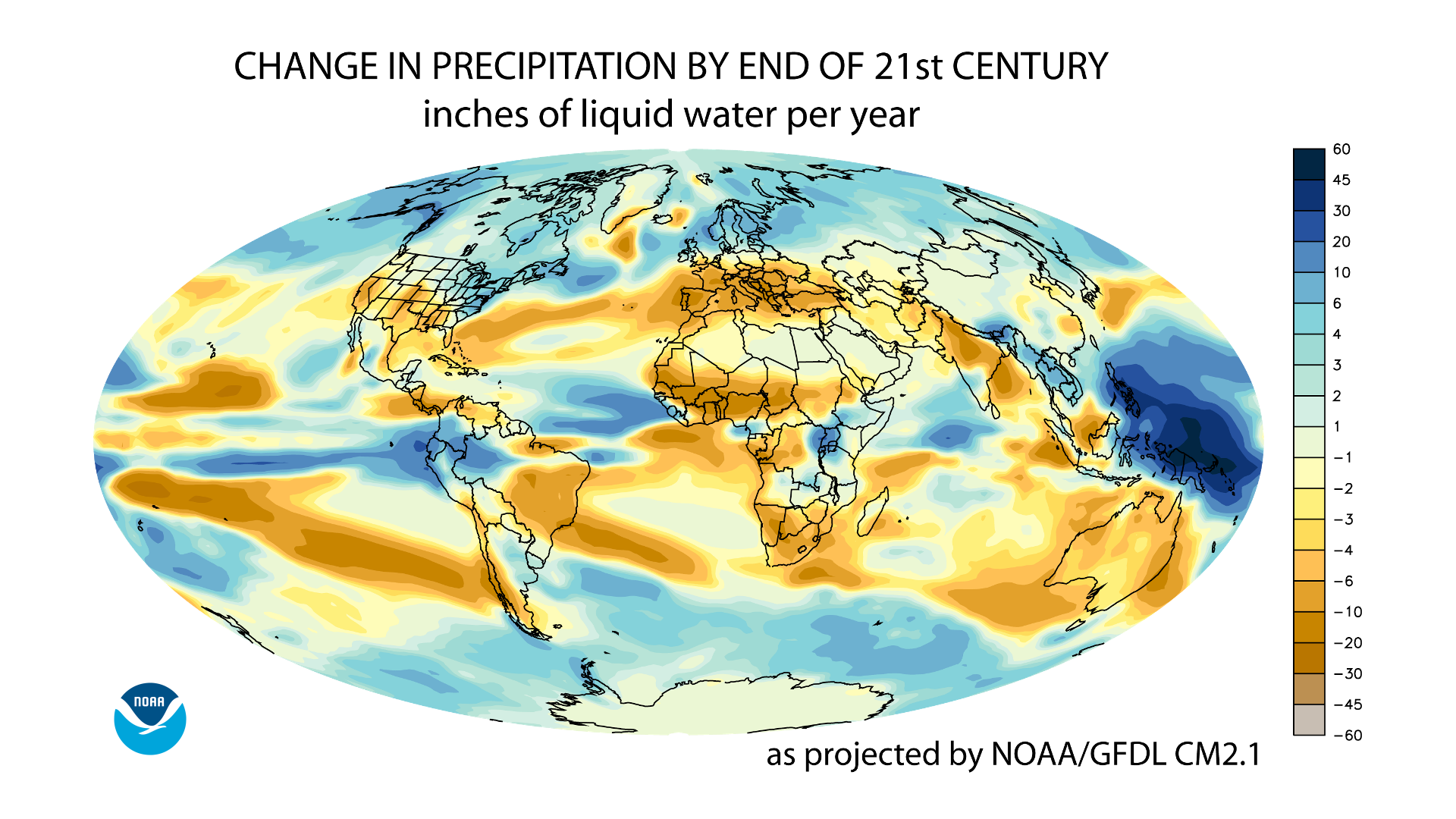
Dự đoán thay đổi trong lượng mưa trung bình hàng năm vào cuối thế kỷ 21, dựa trên viễn cảnh phát thải trung bình (SRES A1B) (Credit: NOAA Geophysical Fluid Dynamics Laboratory).

### Băng quyển

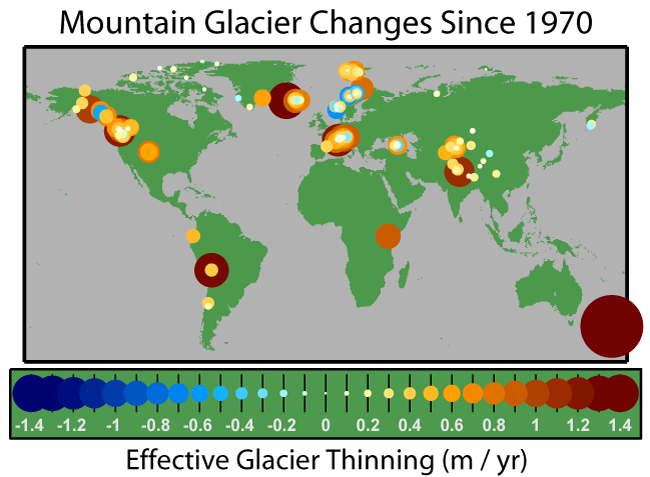
Bản đồ cho thấy sự thay đổi trong độ dày của các sông băng trên núi kể từ năm 1970. Mỏng đi được diễn tả bởi màu cam và đỏ, dày lên là màu xanh biển.

Băng quyển bao gồm những khu vực trên Trái Đất được bao phủ bởi băng hoặc tuyết. Các thay đổi quan sát được trong băng quyển bao gồm việc suy giảm phạm vi băng Bắc Băng Dương, sự lùi dần trên diện rộng của sông băng dãy an-pơ, và suy giảm độ bao phủ tuyết trên Bán cầu Bắc.